# 商業改進局
商業改進局（英語：Better Business Bureau，簡稱BBB）是一個成立於1912年的非營利組織，其目標是促進建立公平有效的市場，以便買家和賣家能夠建立互信。它由美國、加拿大和墨西哥的超過106家獨立本地組織聯合組成，由位於維吉尼亞州阿靈頓的國際商業改進局協會（International Association of Better Business Bureaus，簡稱IABBB）協調。商業改進局不隸屬於任何政府機構，為行業自律組織。為避免產生偏見，BBB不會推薦或認可任何特定的商家、產品或服務。商業改進局收集報告商業可靠性信息，警告民眾有關消費者和商人的欺詐，提供民族商業慣例信息，充當消費者和商業之間相互信任的媒介，來解決糾紛。

## 願景
建立一個具倫理的市場，使買賣雙方能彼此互信」

## 任務
BBB的使命是成為提升市場信任度的領導者。作法如下：
1. 為市場信任設定標準
2. 透過協助和鼓勵最佳實務作法，來教育各企業與消費者
3. 表揚市場中的模範角色
4. 指出並解決不合標準的市場行為
5. 建立值得信賴的商業社群和慈善團體

## 組織架構
美加墨三國各設有服務據點
- 美國各州設有 51個據點
- 加拿大設有 12個據點
- 墨西哥設有 1個據點

### 智慧捐贈聯盟
(Wise Giving Alliance)

## 附註
1. ↑  . www.bbb.org.   [2020-01-20]. （原始内容存档于2018-01-19）.
2. ↑  . www.bbb.org.   [2020-01-20]. （原始内容存档于2021-01-10）.
3. ↑  .   [2009-04-15]. （原始内容存档于2009-04-18）.

## 外部連結
- 商業改進局官方網站（英文）（页面存档备份，存于）